# ديريك سميث (لاعب كرة قدم أمريكية أمريكي)
ديريك سميث (بالإنجليزية: Derek Smith)‏ هو لاعب كرة قدم أمريكية أمريكي، ولد في 1 أكتوبر 1980.